# Gran Premi de Denain 2017
El Gran Premi de Denain 2017 va ser la 59a edició del Gran Premi de Denain. Es disputà el 13 d'abril de 2016 sobre un recorregut de 196,4 km amb sortida i arribada a Denain. La cursa formava part de l'UCI Europa Tour amb una categoria 1.HC.
El vencedor final fou el francès Arnaud Démare (FDJ), que s'imposà a l'esprint.

## Equips
L'organització convidà a 18 equips a prendre part en aquesta edició del Gran Premi de Denain.
| WorldTeams (2)- FDJ - AG2R La Mondiale Equips continentals professionals (13)- Fortuneo-Vital Concept - Direct Énergie - Cofidis, Solutions Crédits - Wanty-Groupe Gobert - Delko Marseille Provence KTM - WB-Veranclassic-Aqua Protect - Sport Vlaanderen-Baloise - Gazprom-RusVelo - Bardiani CSF - Verandas Willems-Crelan - Roompot-Nederlandse Loterij - Manzana Postobón - Israel Cycling Academy Equips continentals (3)- HP BTP-Auber 93 - Roubaix Lille Métropole - Armée de terre |
| |

## Classificació final
| \| Classificació general \| Classificació general \| Classificació general \| Classificació general \| Classificació general \| \| Corredor \| Corredor \| Equip \| Temps \| \| \| --------------------- \| -------------------------- \| ---------------------------- \| --------------------- \| --------------------- \| \| 1r \| Arnaud Démare \| FDJ \| 4h 30' 01" \| \| \| 2n \| Nacer Bouhanni \| Cofidis, Solutions Crédits \| + 0" \| \| \| 3r \| Sebastián Molano Benavides \| Manzana Postobón \| + 0" \| \| \| 4t \| Boris Vallée \| Fortuneo-Vital Concept \| + 0" \| \| \| 5è \| Roy Jans \| WB-Veranclassic-Aqua Protect \| + 0" \| \| \| 6è \| Jérémy Lecroq \| Roubaix Lille Métropole \| + 0" \| \| \| 7è \| Coen Vermeltfoort \| Roompot-Nederlandse Loterij \| + 0" \| \| \| 8è \| Damien Touzé \| HP BTP-Auber 93 \| + 0" \| \| \| 9è \| Bert Van Lerberghe \| Sport Vlaanderen-Baloise \| + 0" \| \| \| 10è \| Benjamin Giraud \| Delko-Marseille Provence-KTM \| + 0" \| \| |                            |                              |            |
| |                            |                              |            |
| Fonts: ProCyclingStats Cycling Archives |                            |                              |            |
| Classificació general |                            |                              |            |
| Corredor | Corredor                   | Equip                        | Temps      |
| 1r | Arnaud Démare              | FDJ                          | 4h 30' 01" |
| 2n | Nacer Bouhanni             | Cofidis, Solutions Crédits   | + 0"       |
| 3r | Sebastián Molano Benavides | Manzana Postobón             | + 0"       |
| 4t | Boris Vallée               | Fortuneo-Vital Concept       | + 0"       |
| 5è | Roy Jans                   | WB-Veranclassic-Aqua Protect | + 0"       |
| 6è | Jérémy Lecroq              | Roubaix Lille Métropole      | + 0"       |
| 7è | Coen Vermeltfoort          | Roompot-Nederlandse Loterij  | + 0"       |
| 8è | Damien Touzé               | HP BTP-Auber 93              | + 0"       |
| 9è | Bert Van Lerberghe         | Sport Vlaanderen-Baloise     | + 0"       |
| 10è | Benjamin Giraud            | Delko-Marseille Provence-KTM | + 0"       |